# Clara's Heart
Clara's Heart is een Amerikaanse dramafilm uit 1988 onder regie van Robert Mulligan. Het scenario is gebaseerd op de gelijknamige roman uit 1985 van de Amerikaanse auteur Joseph Olshan.

## Verhaal
Clara Mayfield is de nieuwe, Jamaicaanse huishoudster van een echtpaar uit Baltimore, waarvan de dochter is gestorven aan wiegendood. Hun tienerzoon David ontvangt de nieuwe huishoudster met achterdocht, maar er ontstaat al gauw een hechte vriendschap tussen hen beiden. Clara heeft ook haar eigen geheim.

## Rolverdeling
| Acteur              | Personage            |
| ------------------- | -------------------- |
| Whoopi Goldberg     | Clara Mayfield       |
| Michael Ontkean     | Bill Hart            |
| Kathleen Quinlan    | Leona Hart           |
| Neil Patrick Harris | David Hart           |
| Spalding Gray       | Peter Epstein        |
| Beverly Todd        | Dora                 |
| Hattie Winston      | Blanche              |
| Jason Downs         | Alan Lipsky          |
| Caitlin Thompson    | Celeste              |
| Maria Broom         | Felicia              |
| Wanda Christine     | Lydia                |
| Maryce Carter       | Babs                 |
| Angel Harper        | Rita                 |
| Frederick Strother  | Bundy                |
| Joseph Muth         | Pastoor Joe          |
| Warren Long         | Leo                  |
| Dorthy Cunningham   | Mollige vrouw        |
| Alaine Laughton     | Klein meisje         |
| Randy Meeks         | Ching                |
| Kathryn Dowling     | Deena                |
| Mark Medoff         | Dokter Stevens       |
| Tatum Adair         | Ashley Lafferty      |
| Joy Green           | Verpleegster         |
| Tania Gauthier      | Jessica              |
| Forry Buckingham    | Trainer Stillson     |
| Dan Griffith        | Lid van de zwemploeg |
| Jason Schuyler      | Lid van de zwemploeg |
| Kevin Colborn       | Lid van de zwemploeg |